# Anyphaenoides brescoviti
Anyphaenoides brescoviti är en spindelart som beskrevs av Léon Baert 1995. Anyphaenoides brescoviti ingår i släktet Anyphaenoides och familjen spökspindlar.
Artens utbredningsområde är Peru. Inga underarter finns listade i Catalogue of Life.